# Geografía de Guatemala
Guatemala es un país ubicado en la región subtropical del hemisferio norte,  en la sección septentrional de América Central. Limita al norte y al oeste con México, al noreste con Belice, al este con Honduras, y al sureste con El Salvador, y esta bañada al sur por el océano Pacífico (254 km)  y al noreste por el golfo de Honduras (148 km) del mar Caribe—parte del Atlántico—. Las diferentes zonas ecológicas varían desde el nivel del mar hasta aproximadamente 4000 msnm, con precipitaciones pluviales que varían desde los 400 hasta aproximadamente 4000 mm anuales, con un clima cálido tropical, más templado en el altiplano.
Es un país en gran parte montañoso, con la notable excepción de sus bordes marítimos donde se extienden llanuras costeras bajas y, a veces, pantanosas. Dos grandes cadenas montañosas de altitud elevada recorren la parte central del país en dirección NO-SE, dividiéndolo en tres áreas geográficas distintas:
- las altiplanicies de montañas y de volcanes donde vive la mayoría de la población, donde emergen dos grandes relieves montañosos con por un lado, al este, la sierra Madre  y, por otro, parte, al oeste, la sierra de los Cuchumatanes;
- la selva tropical del Petèn, en el noreste, una meseta caliza completamente llana con extensos fenómenos cártiscos y áreas pantanosas que se extiende hasta la península de Yucatán en México, que comprende desde zonas de pastoreo hasta selvas altas (bosques húmedos tropicales) y que está poco poblada.
- las llanuras costeras que bordean los dos océanos, el Atlántico, al este, y el Pacífico, al oeste, que se caracterizan por un clima relativamente cálido; en la estrecha vertiente del Pacífico, de unos 150 km de anchura, muy húmeda y fértil en su parte central, se localiza la mayor densidad de población.

Estas áreas varían en clima, elevación y paisaje, ocasionando importantes contrastes entre las tierras bajas tropicales, cálidas y húmedas, y los picos y valles de las tierras altas. El clima es tropical, cálido y húmedo en el Pacífico y en las tierras bajas de Petén. Es más templado en las tierras altas, llegando a frío gélido en la parte alta de la sierra de Cuchumatanes, y más cálido/seco en los departamentos más orientales. Las ciudades más importantes se encuentran en las tierras altas —en el altiplano central, la Ciudad de Guatemala (1609 msnm) y Antigua Guatemala (1530 m); en el altiplano occidental, Quetzaltenango (2357 m)— y en las llanuras de la costa del Pacífico —Coatepeque (515 m), Mazatenango (a 220 m) y Escuintla (a 300 m)—. Sin embargo la tercera ciudad,  Puerto Barrios, se encuentra a orillas del mar Caribe.
El extremo meridional de las tierras altas occidentales está marcado por la Sierra Madre, que se extiende desde la frontera con México, al sur y al este, y continúa en elevaciones más bajas hacia El Salvador. La cadena montañosa se caracteriza por los conos volcánicos escarpados, incluido el volcán Tajumulco (4220 m) el punto más alto del país y de Centroamérica que se encuentra en el departamento de San Marcos. El número de volcanes es importante y su presencia en el norte es causada por ser el punto de encuentro de tres placas tectónicas: la norteamericana, la caribeña y la de Cocos. Los 37 volcanes del país 4 activos: Pacaya (2552 m), Santiaguito, Fuego (3763 m) y Tacaná (4030 m)), se encuentran en esta cadena montañosa y abundan en las tierras altas, por lo que los terremotos suelen ser frecuentes (el último gran terremoto fue el 4 de febrero de 1976 y mató a más de 23 000 personas en el altiplano central).
La cadena montañosa del norte, la sierra de los Cuchumatanes, comienza cerca de la frontera mexicana y se extiende hacia el este a través de las sierras Chuacús y Chamá y hacia el sur a las sierras de Santa Cruz y Minas cerca del Caribe. Las montañas septentrionales y meridionales están separadas por el valle del Motagua, donde el río Motagua y sus afluentes desaguan desde la sierra hacia el Caribe siendo navegable en su extremo inferior, donde forma el límite con Honduras.
Hidrográficamente, dos son las vertientes del país: la del Pacífico (25% del país), con ríos cortos, de curso rápido e impetuoso, como el Suchiate (161 km) y el Paz (134 km); y la del Atlántico, la más amplia, dividida en dos subvertientes: la del golfo de Honduras (mar Caribe, 35% del país), con ríos extensos y profundos —propios para la navegación y la pesca, como el río Motagua (486 km), el Grande (87 km) y el Dulce (43 km), desagüe natural del lago de Izabal, y ríos no navegables, como el Polochic (194 km) y el Sarstún (111 km)—  y la del golfo de México (40% del país), que drena por territorio mexicano a través de la península de Yucatán —en la que sobresalen el río La Pasión (354 km) y el Chixoy o Negro (529 km), afluentes ambos del río Usumacinta (850 km), el río más largo y caudaloso de Centroamérica, y frontera natural entre Guatemala y  México—. El lago de Izabal, que se encuentra cerca de la costa del Caribe, es el más grande del país (589,6 km²).
El mar patrimonial de Guatemala está constituido por dos regiones: el mar territorial, que se mide desde la línea costera hasta 12 millas náuticas mar adentro; y la zona económica exclusiva, que alcanza hasta las 200 mn desde el litoral.
El país a menudo es devastado por desastres naturales: huracanes, sismos y erupciones volcánicas. Al estar entre el Caribe y el Pacífico, es blanco de huracanes, incluido el huracán Mitch en 1998 y el huracán Stan en octubre de 2005, que causaron la muerte de más de 1500 personas. Los daños no se relacionan con el viento, sino que son causados por inundaciones y deslizamientos de tierra. La falla de Motagua, que atraviesa el territorio guatemalteco de este a oeste, fue la que provocó una de las mayores tragedias que ha conocido el país, el terremoto de 1976, que ocurrió en la madrugada del 4 de febrero, a las 3:01:43 hora local. El sismo, con una intensidad de 7,6° en la escala de Richter, duró 39 segundos y fue seguido de varias réplicas. El epicentro se localizó a 150 km al noroeste de la ciudad de Guatemala, cerca de Gualán, en el departamento de Zacapa y el hipocentro, a 5 km de profundidad. Causó aproximadamente veintitrés mil muertos, setenta y seis mil heridos y dejó a más de un millón de personas sin hogar.

## Relieve

Orografía de Guatemala.

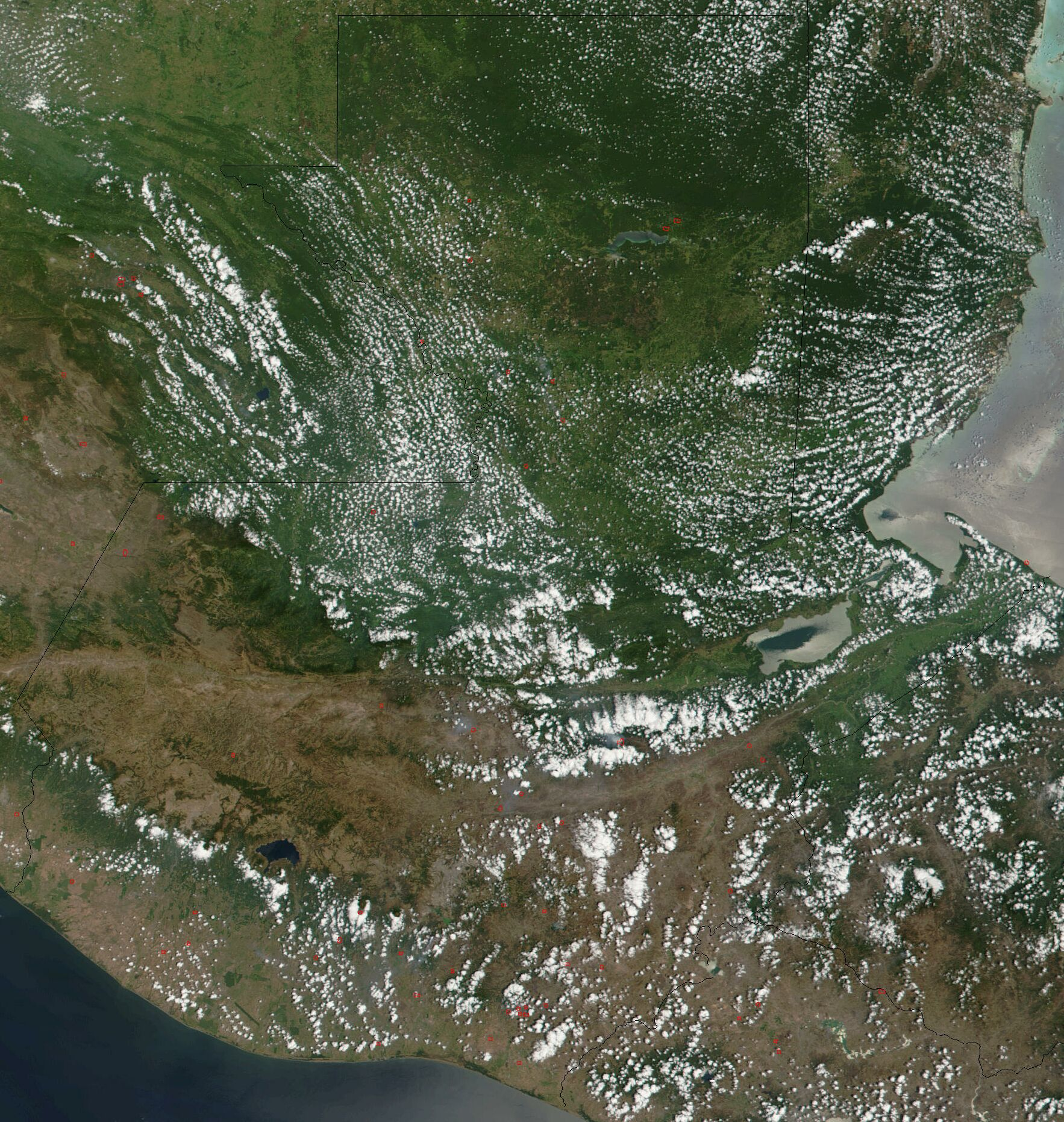
Imagen satelital de Guatemala en abril de 2002

Es un país  marcadamente montañoso (casi el 60% de su territorio), gran parte de origen volcánico, con la notable excepción de sus bordes marítimos —de extensas llanuras costeras bajas y, a veces, pantanosas, con suaves playas— y las planicies bajas del norte del país, la región del Petén. Dos grandes cadenas montañosas de altitud elevada recorren la parte central del país en dirección, dividiéndolo en tres áreas geográficas distintas:
- las altiplanicies de montañas y de volcanes donde vive la mayoría de la población, donde emergen dos grandes relieves montañosos con por un lado, al este, la sierra Madre y, por otro, parte, al oeste, la sierra de los Cuchumatanes ;
- la selva tropical del Petèn, en el noreste, una meseta caliza completamente llana con extensos fenómenos cártiscos y áreas pantanosas que se extiende hasta la península de Yucatán en México; que comprende desde zonas de pastoreo hasta selvas altas (bosques húmedos tropicales) y que está poco poblada.
- las llanuras costeras que bordean los dos océanos, el Atlántico, al este, y el Pacífico, al oeste, que se caracterizan por un clima relativamente cálido. En la estrecha vertiente del Pacífico, de unos 150 km de anchura, muy húmeda y fértil en su parte central, se localiza la mayor densidad de población.

El extremo meridional de las tierras altas occidentales está marcado por la sierra Madre del Sur, continuación de la sierra Madre de Chiapas que se extiende unos 280 km en paralelo al Pacífico desde la frontera con México, al sur y al este, y continúa en elevaciones más bajas hacia El Salvador y Honduras por el cerro Oscuro. La cadena montañosa se caracteriza por los conos volcánicos escarpados, incluido el volcán Tajumulco (4220 m) el punto más alto del país y de Centroamérica que se encuentra en el departamento de San Marcos. Guatemala es uno de los países más volcánicos del mundo y su presencia en el norte es causada por ser el punto de encuentro de tres placas tectónicas: la norteamericana, la caribeña y la de Cocos. Los 37 volcanes del país (4 activos: Pacaya (2552 m), Santiaguito, Fuego (3763 m) y Tacaná (4030 m)), se encuentran en esta cadena montañosa y abundan en las tierras altas, por lo que los terremotos suelen ser frecuentes (el último gran terremoto fue el 4 de febrero de 1976 y mató a más de 23 000 personas en el altiplano central).
La cadena montañosa septentrional, la sierra de los Cuchumatanes, comienza cerca de la frontera mexicana y se extiende hacia el este a través de las sierras Chuacús y Chamá y hacia el sur a las sierras de Santa Cruz y Minas, cerca del Caribe. Las montañas septentrionales y meridionales están separadas por el valle del Motagua, donde el río Motagua y sus afluentes desaguan desde la sierra hacia el Caribe siendo navegable en su extremo inferior, donde forma el límite con Honduras.

## Volcanes de Guatemala

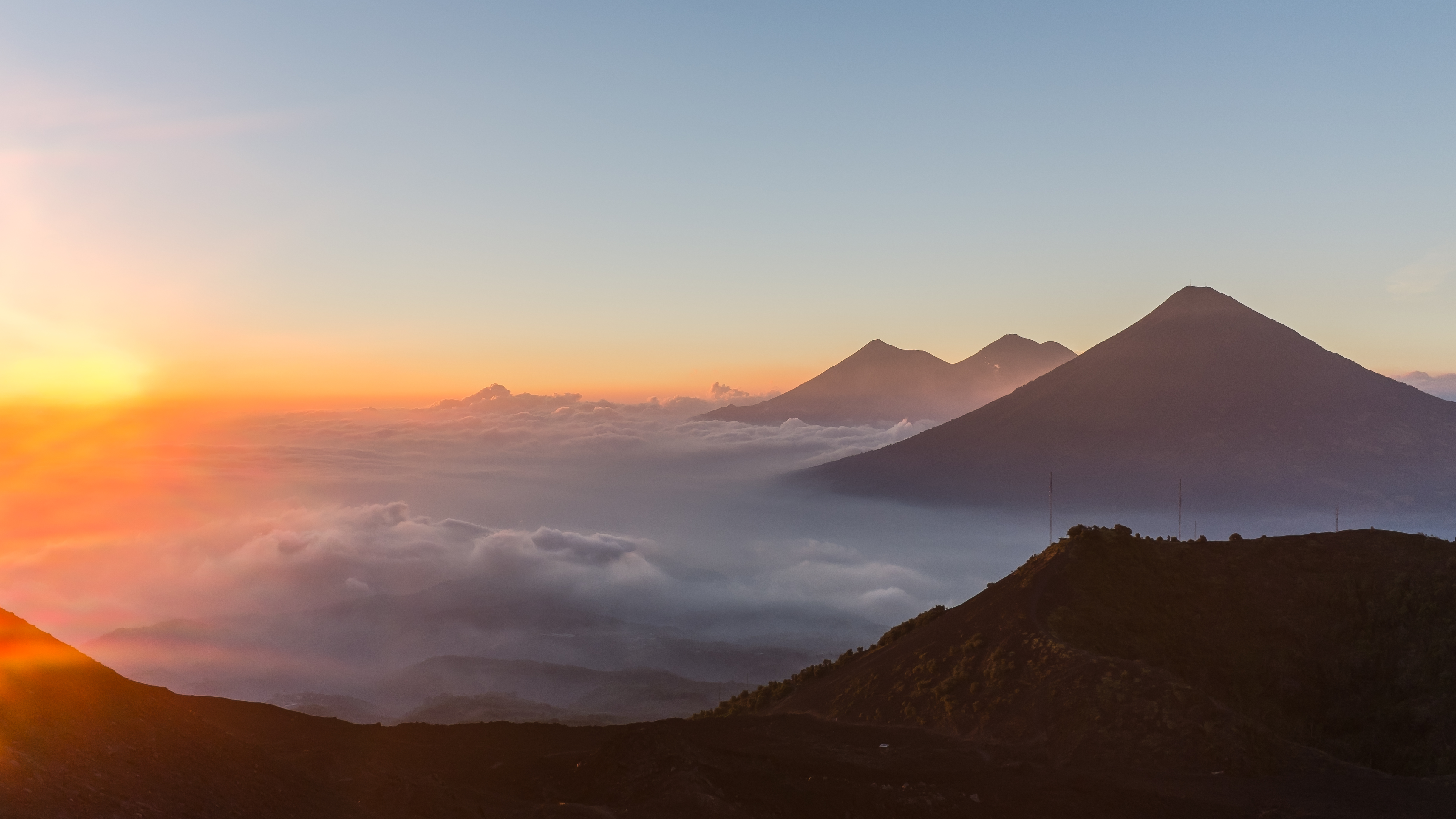
Vista de los volcanes de Fuego, Acatenango y Agua, de izquierda a derecha, desde el volcán Pacaya.

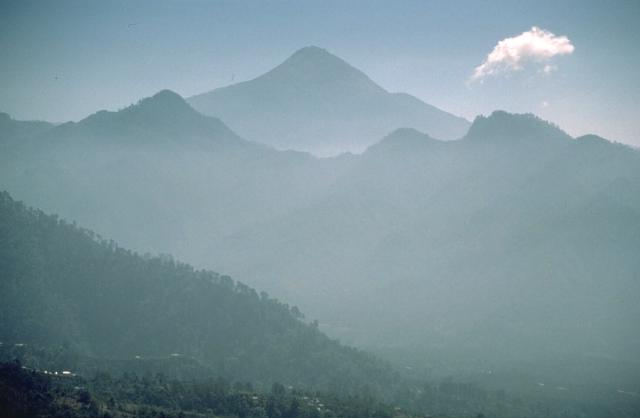
Volcán Tajumulco el más alto de Centroamérica

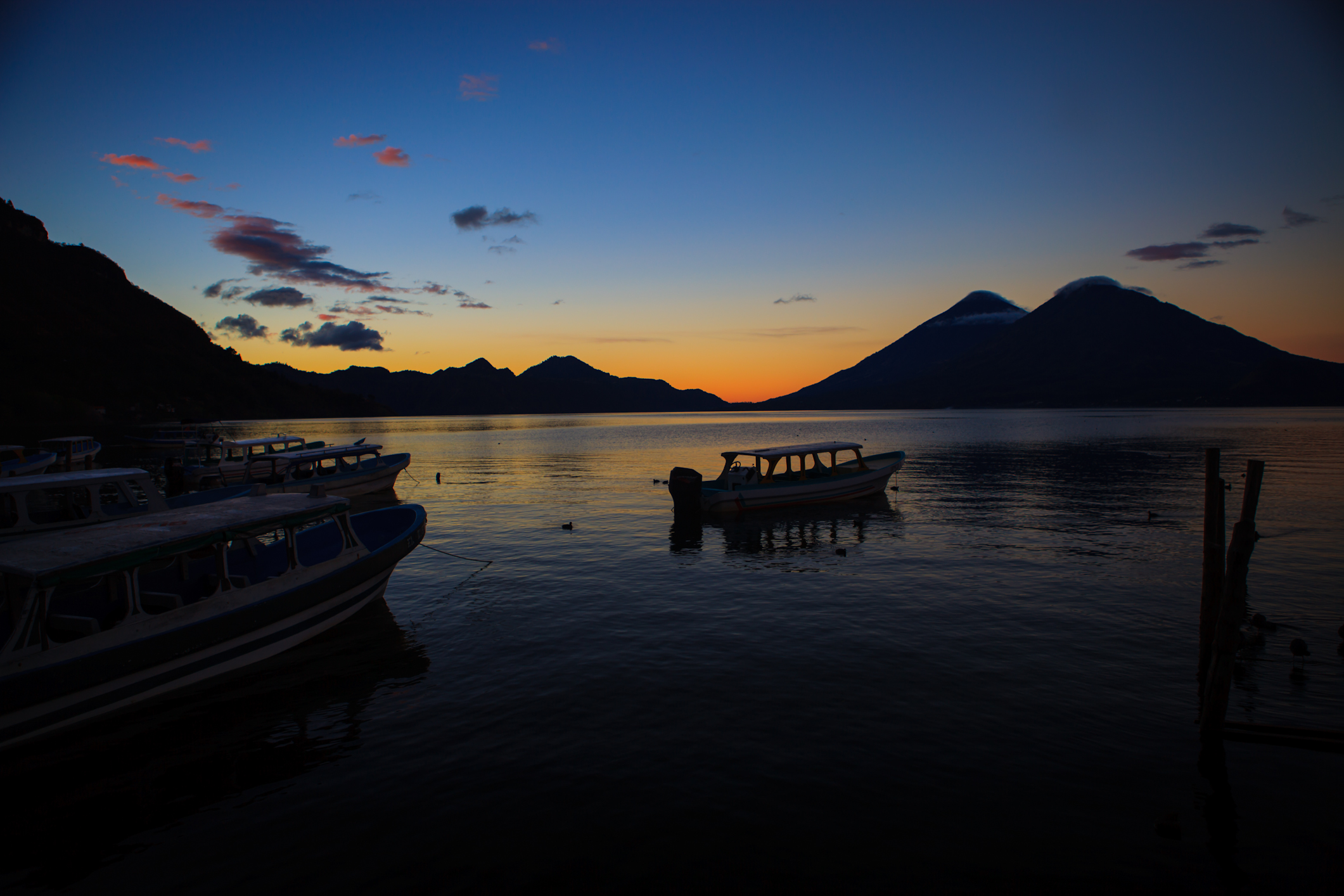
Volcán de Atitlán

Guatemala forma parte del Cinturón de Fuego del Pacífico, que incluye, además de la costa del Pacífico, las islas Aleutianas, Japón e Indonesia. La causa de que haya muchos volcanes en la región, como se expondrá en el apartado sobre Geología, es la subducción de la placa de Cocos bajo la placa del Caribe frente a la costa del Pacífico. Dos cadenas montañosas recorren el país llegando desde México, al norte, hasta alcanzar la frontera de Honduras y El Salvador, al sur: la Sierra Madre de Chiapas y la sierra de los Cuchumatanes. La mayoría de las estructuras volcánicas se hallan en la Sierra Madre.
En Guatemala se han identificado la sorprendente cantidad de 324 focos eruptivos. La mayor parte de ellos son pequeños conos cineríticos y de lava en la parte suroriental del país; el mayor número se encuentra en el departamento de Jutiapa (181 focos), seguido de Santa Rosa (42), Jalapa (31), Chiquimula (27), Guatemala (13), Quezaltenango (11), Sololá (7), Escuintla (4), San Marcos y Totonicapán (2) y Chimaltenango, Sacatepéquez, El Progreso, y Zacapa (1). De esas estructuras identificadas como de origen volcánico, solamente una treintena tienen forma de cono volcánico (34 a 37) y son considerados volcanes, y de ellos son once los que están clasificados como «activos» en el «Catálogo de los Volcanes Activos del Mundo»: Tacaná, Tajumulco, Santa María, Cerro Quemado, Zuníl, Atitlán, Tolimán, Acatenango, Fuego, Agua, Pacaya y Tecuamburru. Y de estos últimos y tan solo tres han registrado erupciones en los últimos diez años de: Santiaguito, Fuego y Pacaya.
Los volcanes más altos se encuentran en la parte occidental y central del país, y al sur son más bajos y abundantes, desde el volcán Tacaná en la frontera Guatemala-México (4092 m), hasta el volcán Chingo (1775 m) en la frontera Guatemala-El Salvador. Once superan los 3000 m. El volcán más alto y cumbre más elevada del país es el volcán Tajumulco, de 4220 m, un estratovolcán sobrepuesto al altiplano compuesto de andesita hombléndica piroxénica; tiene dos cúspides, la menor, a 4100 m se llama Cerro Concepción. El de mayor volumen es el volcán de Agua (3766 m), con un diámetro de 15 km. Este, junto con el volcán Acatenango y el volcán de Fuego (3763 m), cierran por el sur la ciudad de Antigua, que se abandonó en el siglo XVIII como capital del país a causa de los frecuentes terremotos. Destacan también el volcán Santa María (3772 m) y el volcán Atitlán (3537 m), situado junto al lago de su mismo nombre
Los volcanes más activos son el Santiaguito, formado tras una erupción del volcán Santa María, el de Fuego y el Pacaya (2552 m) situado junto al lago de Amatitlán, en las cercanías de la capital, que es uno de los volcanes más activos del mundo. Los tres han experimentado actividad en el mes de junio de 2020. Solamente el volcán Tacaná tiene una zona de fumarolas.

Volcanes activos de Guatemala
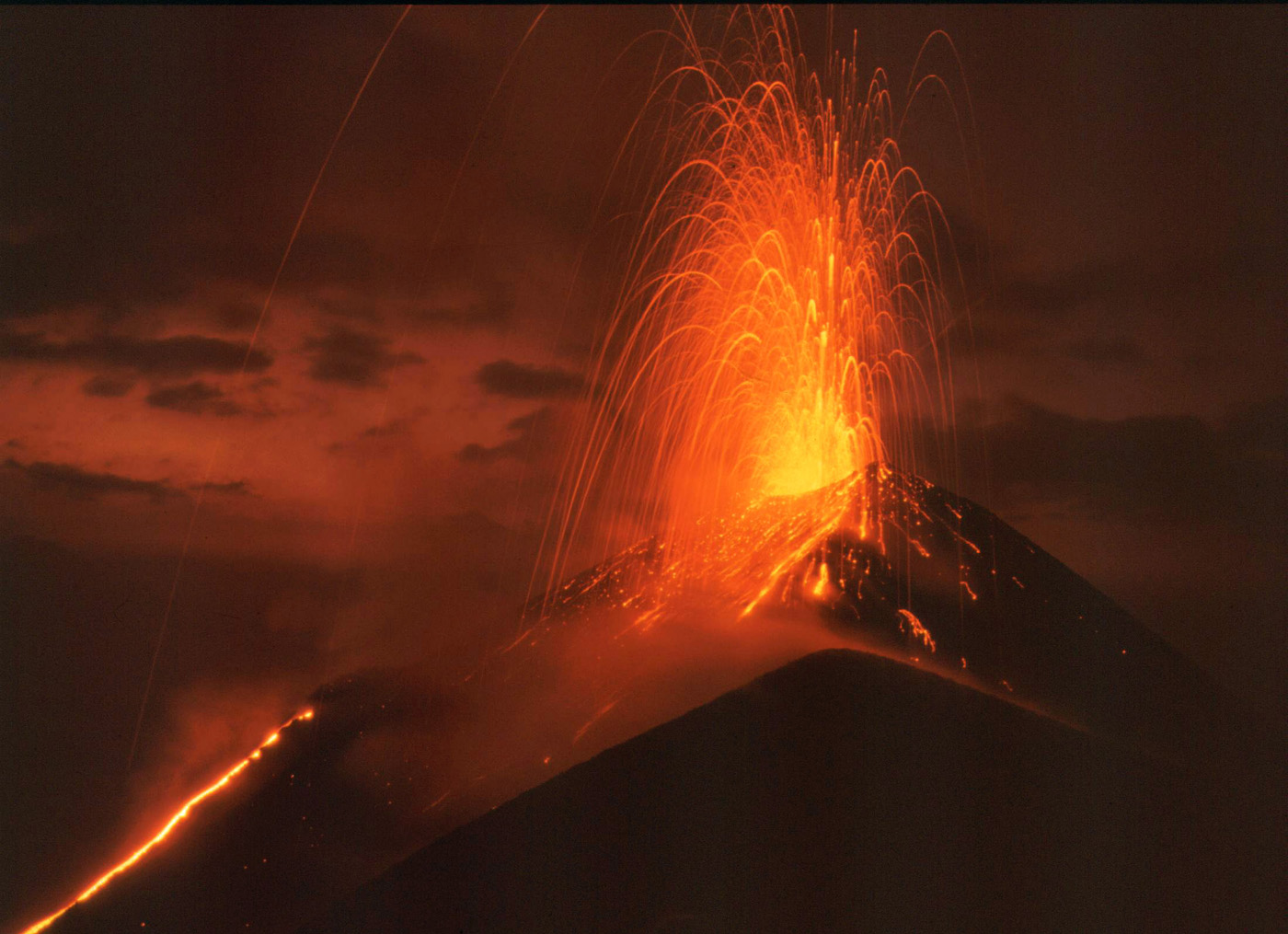
Volcán de Pacaya (en 1992)
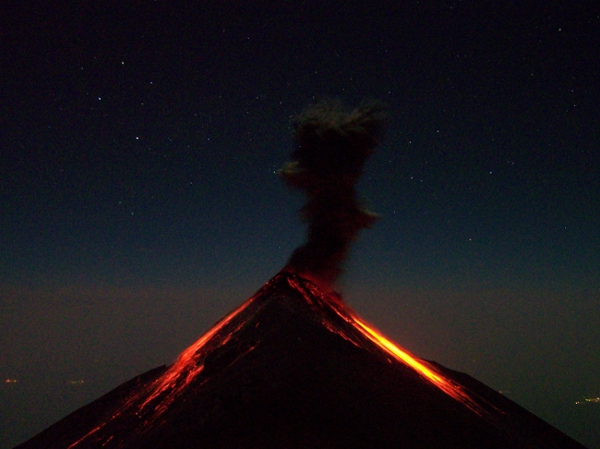
Volcán de Fuego
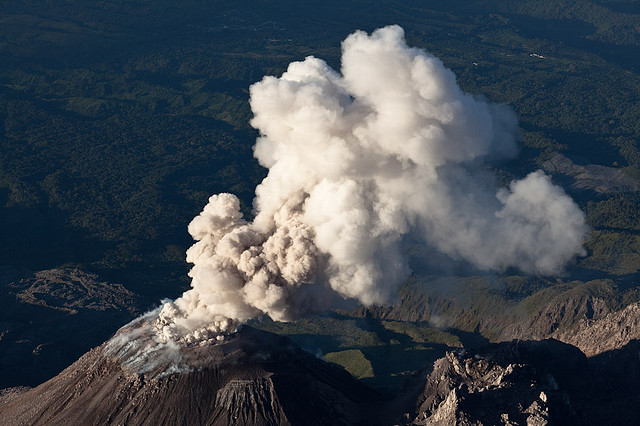
Volcán Santiaguito (2009)
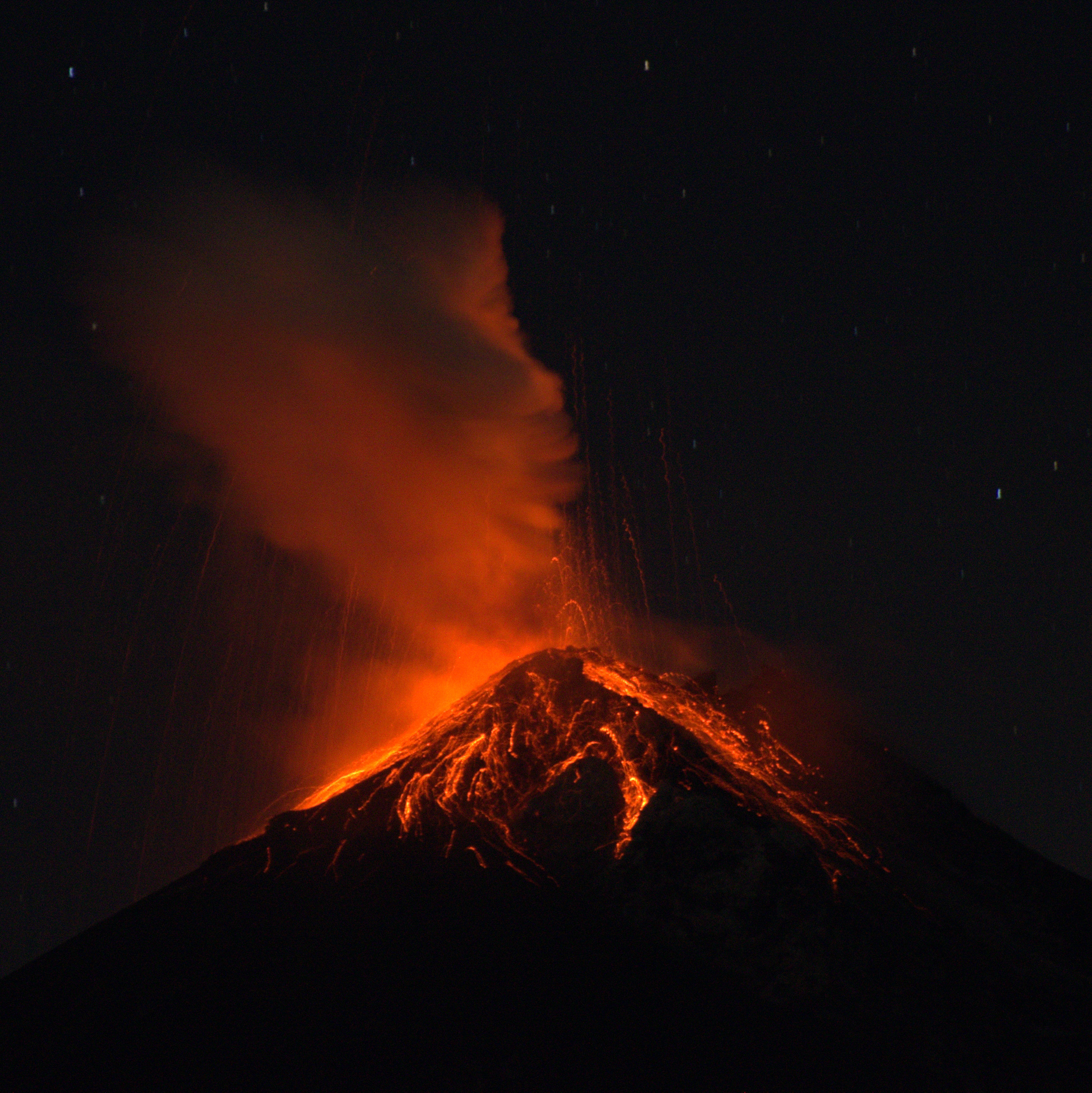
Volcán de Fuego (2011)

| Imagen | Volcán                                | Cordillera              | Departamento                                                                         | Altitud   | Altura entorno | Tipo                         | Composición       | Coordenadas                                 |
|        | Volcán de Culma                       | Sierra Madre de Chiapas | Departamento de Jutiapa                                                              | 1027      | 130            | Cono de escoria              | Basalto           | 14°17′50″N 89°52′40″O / 14.29722, -89.87778 |
|        | Volcán Amayo                          |                         | Departamento de Jutiapa                                                              | 1050      |                | Estratovolcán                | Basalto           | 14°18′15″N 89°59′40″O / 14.30417, -89.99444 |
|        | Volcán Las Víboras                    |                         | Departamento de Jutiapa                                                              | 1100      | 500            | Volcán en escudo             | Basalto           | 14°12′45″N 89°43′35″O / 14.21250, -89.72639 |
|        | Volcán Cerro Redondo                  |                         | Departamento de Santa Rosa                                                           | 1220−1267 | 120            | Cono cinerítico o de cenizas | Basalto           | 14°22′55″N 90°25′50″O / 14.38194, -90.43056 |
|        | Volcán Monte Rico                     |                         | Departamento de Jutiapa                                                              | 1285      | 200            | Cono de escoria              | Basalto           | 14°31′55″N 89°38′20″O / 14.53194, -89.63889 |
|        | Volcán Ixtepeque                      | Sierra Madre de Chiapas | Departamento de Jutiapa                                                              | 1292      | 500            | Domo de lava                 | Obsidiana         | 14°25′25″N 89°41′00″O / 14.42361, -89.68333 |
|        | Volcán de Ipala                       | Sierra Madre de Chiapas | Departamento de Chiquimula Departamento de Jutiapa                                   | 1650      | 800            | Estratovolcán                | Basalto           | 14°33′25″N 89°38′25″O / 14.55694, -89.64028 |
|        | Volcán Moyuta                         | Sierra Madre de Chiapas | Departamento de Jutiapa                                                              | 1662      | 500            | Estratovolcán                | Andesita          | 14°01′40″N 90°02′25″O / 14.02778, -90.04028 |
|        | Volcán de Cruz Quemada                |                         | Departamento de Santa Rosa                                                           | 1690      |                | Cono de escoria              | Basalto           | 14°09′35″N 90°16′55″O / 14.15972, -90.28194 |
|        | Volcán Tahual                         | Sierra Madre de Chiapas | Departamento de Jalapa Departamento de Jutiapa                                       | 1716      | 500            | Estratovolcán                | Basalto           | 14°26′05″N 89°54′15″O / 14.43472, -89.90417 |
|        | Volcán Chingo                         | Sierra Madre de Chiapas | Departamento de Jutiapa                                                              | 1775      | 900            | Estratovolcán                | Basalto           | 14°07′00″N 89°43′35″O / 14.11667, -89.72639 |
|        | Volcán Tobón                          |                         | Departamento de Jalapa                                                               | 1800−2087 |                | Cono de escoria              | Basalto           | 14°47′40″N 89°54′50″O / 14.79444, -89.91389 |
|        | Volcán Jumaytepeque                   |                         | Departamento de Santa Rosa                                                           | 1815      | 800            | Volcán en escudo             | Basalto           | 14°20′20″N 90°16′15″O / 14.33889, -90.27083 |
|        | Volcán Tecuamburro                    | Sierra Madre de Chiapas | Departamento de Santa Rosa                                                           | 1840      | 700            | Estratovolcán                | Basalto           | 14°09′45″N 90°25′15″O / 14.16250, -90.42083 |
|        | Volcán Suchitán                       | Cordillera              | Departamento de Jutiapa                                                              | 2042      | 1200           | Estratovolcán                | Basalto           | 14°23′50″N 89°46′45″O / 14.39722, -89.77917 |
|        | Volcán de Alzatate                    | Cordillera              | Departamento de Jalapa                                                               | 2045      | 350            | Cono de escoria              | Basalto           | 14°29′00″N 90°02′15″O / 14.48333, -90.03750 |
|        | Volcán Jumay                          | Cordillera              | Departamento de Jalapa                                                               | 2176      | 600            | Estratovolcán                | Basalto           | 14°39′25″N 89°59′35″O / 14.65694, -89.99306 |
|        | Volcán Santiaguito                    | Cordillera              | Departamento de Quetzaltenango                                                       | 2500      | 370            | Domo de lava                 | Dacita (activo)   | 14°44′33″N 91°34′13″O / 14.74250, -91.57028 |
|        | Volcán de Pacaya                      | Sierra Madre de Chiapas | Departamento de Escuintla Departamento de Guatemala                                  | 2552      | 1000           | Estratovolcán                | Basalto (activo)  | 14°22′50″N 90°36′00″O / 14.38056, -90.60000 |
|        | Volcán Lacandón                       |                         | Departamento de Quetzaltenango                                                       | 2748      |                | Estratovolcán                | Andesita          | 14°48′55″N 91°42′20″O / 14.81528, -91.70556 |
|        | Volcán de Chicabal                    | Sierra Madre de Chiapas | Departamento de Quetzaltenango                                                       | 2900      | 900            | Estratovolcán                | Andesita          | 14°47′13″N 91°39′22″O / 14.78694, -91.65611 |
|        | Volcán San Pedro                      | Sierra Madre de Chiapas | Departamento de Sololá                                                               | 3020      |                | Estratovolcán                | Andesita          | 14°39′21″N 91°15′57″O / 14.65583, -91.26583 |
|        | Volcán Tolimán                        | Sierra Madre de Chiapas | Departamento de Sololá                                                               | 3150      | 1600           | Estratovolcán                | Andesita          | 14°36′45″N 91°11′20″O / 14.61250, -91.18889 |
|        | Volcán de Cerro Quemado (o Almolonga) | Sierra Madre de Chiapas | Departamento de Quetzaltenango                                                       | 3197      | 800            | Domo de lava                 | Andesita          | 14°47′45″N 91°31′07″O / 14.79583, -91.51861 |
|        | Volcán Siete Orejas                   | Sierra Madre de Chiapas | Departamento de Quetzaltenango                                                       | 3370      |                | Estratovolcán                | Andesita          | 14°49′00″N 91°37′00″O / 14.81667, -91.61667 |
|        | Volcán de Santo Tomas                 | Sierra Madre de Chiapas | Departamento de Sololá                                                               | 3505      |                | Estratovolcán                | Andesita          | 14°42′37″N 91°28′43″O / 14.71028, -91.47861 |
|        | Volcán de Atitlán                     | Sierra Madre de Chiapas | Departamento de Sololá Departamento de Suchitepéquez                                 | 3537      | 2000           | Estratovolcán                | Andesita          | 14°34′57″N 91°11′11″O / 14.58250, -91.18639 |
|        | Volcán Zuníl                          | Sierra Madre de Chiapas | Departamento de Quetzaltenango                                                       | 3542      |                | Estratovolcán                | Andesita          | 14°44′20″N 91°26′56″O / 14.73889, -91.44889 |
|        | Volcán de Fuego                       | Sierra Madre de Chiapas | Departamento de Chimaltenango Departamento de Escuintla Departamento de Sacatepéquez | 3763      | 2400           | Estratovolcán                | Andesita (activo) | 14°28′54″N 90°52′54″O / 14.48167, -90.88167 |
|        | Volcán de Agua                        | Sierra Madre de Chiapas | Departamento de Escuintla Departamento de Sacatepéquez                               | 3766      | 2400           | Estratovolcán                | Andesita          | 14°27′52″N 90°44′33″O / 14.46444, -90.74250 |
|        | Volcán Santa María                    | Sierra Madre            | Departamento de Quetzaltenango                                                       | 3772      | 1500           | Estratovolcán                | Andesita (activo) | 14°45′23″N 91°33′06″O / 14.75639, -91.55167 |
|        | Volcán Acatenango                     | Sierra Madre de Chiapas | Departamento de Chimaltenango Departamento de Sacatepéquez                           | 3976      | 2500           | Estratovolcán                | Andesita          | 14°30′02″N 90°52′32″O / 14.50056, -90.87556 |
|        | Volcán Tacaná                         | Sierra de Istatán       | Departamento de San Marcos                                                           | 4092      | 2300           | Estratovolcán                | Andesita          | 15°07′54″N 92°06′30″O / 15.13167, -92.10833 |
|        | Volcán Tajumulco                      | Sierra de las Nubes     | Departamento de San Marcos                                                           | 4220      | 1200           | Estratovolcán                | Andesita          | 15°02′33″N 91°54′14″O / 15.04250, -91.90389 |

## Hidrografía
Los sistemas montañosos determinan las grandes regiones hidrográficas del país:
- vertiente del océano Pacífico (con un litoral costero de 254 km),[20] con ríos que se caracterizan por ser cortos, de curso rápido e impetuoso; son ríos fronterizos el río Suchiate (frontera natural con México, a la altura del departamento de San Marcos) y el río Paz (frontera con El Salvador, a la altura del departamento de Jutiapa).

- vertiente del Atlántico, que a su vez se divide en dos subvertientes:

- la del mar Caribe, toda ella en el golfo de Honduras (con un litoral costero de 148 km), con ríos extensos y profundos, propios para la navegación y la pesca —como el río Motagua o río Grande y el río Dulce, desagüe natural del lago de Izabal— y ríos no navegables,  como el Polochic y el Sarstún (frontera con Belice).
- la del golfo de México que drena a través de la península de Yucatán por territorio mexicano, en la que sobresalen el río La Pasión y el río Chixoy o Negro, donde se ha construido la Hidroeléctrica Chixoy, que provee el 30 % de la electricidad consumida por los guatemaltecos, y donde se ha planificado la construcción de la Hidroeléctrica Xalalá, ahora en licitación. Estos ríos son afluentes del río Usumacinta, el río más largo y caudaloso de Centroamérica, y frontera natural entre Guatemala (departamento de Petén) y México (Chiapas).

Guatemala tiene numerosos lagos y lagunas, muchos de origen volcánico, como el espléndido lago de Atitlán, y el Amatitlán, con manantiales de aguas sulfurosas a altas temperaturas. De origen fluvial destacan el lago Petén Itzá, que tiene varias islas, y en una de ellas se asienta la isla de la ciudad de Flores, y el lago de Izabal, el mayor del país, que drena en el golfo de Honduras a través del río Dulce.
La variabilidad del país en diferentes pisos altitudinales conduce a la variabilidad de climas, fisiografía y suelos, los cuales constituyen factores importantes en la diversidad de hábitats y ecosistemas y por ello en el tipo y variación de vegetación y fauna; ello explica la diversidad de cultivos que pueden producirse y las diferentes formas biológicas susceptibles de ser aprovechadas.
Los recursos hídricos son abundantes si se considera la disponibilidad de agua por habitante, aunque se producen períodos de escasez en determinadas épocas del año, y en determinadas localidades. Debido a su posición geográfica, Guatemala se encuentra en el tránsito de los vientos húmedos que se originan en el mar Caribe y en el océano Pacífico; y por su cercanía con las fuentes de humedad, la precipitación en el país es abundante en las laderas de las montañas expuestas al tránsito de tales vientos. Por ello, el país cuenta, globalmente, con una cantidad significativa de agua que supera sus necesidades: la disponibilidad anual se calcula en 97 120 hm³, lo que equivale, para la población de 2009 de 13.2 millones de personas, a una media de más de 20 m³/día y habitante.

## Clima

Mapa de Guatemala de acuerdo a la Clasificación climática de Köppen. En grupo de color azul, Tropical y se subdivide en: azul fuerte, el Clima Tropical Ecuatorial; azul medio, Clima Monzónico; celeste, clima tropical de sabana. En color naranja, clima semiárido cálido. Del grupo de color verde, templado y se subdivide en: verde pálido, clima subtropical subhúmedo; en verde, templado subhúmedo de montaña; en verde limón, subtropical húmedo; en verde fluorescente, oceánico templado. En gris, clima de Tundra (este último solo está presente en volcanes y montañas cuyas elevaciones sobrepasan los)

Las áreas varían en su clima, elevación y paisaje por lo que hay importantes contrastes entre las zonas bajas con un clima tropical, cálido y húmedo y las regiones altas con picos y valles.
El clima es cálido y húmedo en las zonas bajas, que incluyen la costa Pacífica, al sur, y las zonas bajas y llanas de Petén, Alta Verapaz e Izabal, al norte, con una pequeña y estrecha franja en el golfo de Honduras (aunque en Petén puede ser cálido y seco una parte del año), mientras que en las tierras altas del interior el clima es de frío de montaña en el área de Cuchumatanes y árido en las zonas más orientales. Coloquialmente se conoce como «el país de la Eterna primavera», aunque ocasionalmente recibe la entrada de masas de aire frío procedentes de EE. UU. y la temperatura puede bajar a 10 °C en la ciudad de Guatemala, y a 13−15 °C en las llanuras.
En casi toda Guatemala hay una estación seca de finales de noviembre a mediados de abril, cuando sopla el viento del nordeste, y una estación lluviosa, cuando el sol supera la vertical hacia el norte y el viento predominante es del sudoeste. Sin embargo, hay un área donde llueve todo el año, al norte de las montañas y cerca del golfo de Honduras, en la zona de Puerto Barrios y Livingston; allí, los vientos alcanzan la costa después de haberse cargado de humedad sobre el mar y ascienden al encontrar las primeras vertientes montañosas; aunque llueve menos de febrero a abril, se superan siempre los 100 mm mensuales, de ahí que el clima se considere ecuatorial. En Puerto Barrios caen unos 2745 mm anuales, en torno a 100 mm de febrero a abril, con 6 a 9 días de lluvia, y más de 400 mm en julio, con 22 días de lluvia. De agosto a septiembre se superan los 300 mm. Las temperaturas oscilan de 21 °C de mínima a 28 °C de máxima en enero, a variar de 25−33 °C cada día los meses veraniegos.
En la costa del Pacífico, al sur del país, las lluvias están muy divididas entre una estación seca, en invierno, con menos de 20 mm entre diciembre y febrero, y una estación muy húmeda, en verano. En Mazatenango, a 370 m y 50 km de la costa pacífica, caen 2535 mm, con más de 400 mm en junio, septiembre y octubre, y menos de 10 mm en enero y febrero. En la misma costa, en Puerto San José, caen 1375 mm anuales, concentrados entre mayo y octubre, con temperaturas entre 20−24 °C de mínimas y 32 °C de máximas todo el año.
En el departamento de Petén, muy interior, selvático y llano, las temperaturas descienden algo en invierno de 17−27 °C de mínima y máxima en enero, y de 22−32 °C en verano. En Flores, a 50 km de Tikal, caen 1715 mm anuales, con más de 200 mm entre junio y octubre, y menos de 100 mm entre diciembre y abril, mes en que solo caen 40 mm.
En la ciudad de Guatemala, a 1500 m de altitud, en tierras templadas, las temperaturas oscilan entre los 12−24 °C de enero y los 16−25 °C del verano, con un máximo de 15−28 °C en abril, antes de las lluvias. Caen 1245 mm anuales, concentradas entre mayo y octubre, con menos de 10 mm entre diciembre y febrero, 20 mm en noviembre y 30 mm en abril.
En Quetzaltenango, en tierras frías, a 2300 m de altitud, el clima es notoriamente más frío, de 2−22 °C en enero, de 4−26 °C en abril y de 9−23 °C en mayo, el mes más cálido. Caen 805 mm, con más de 100 mm entre mayo y octubre, un máximo de 150 mm en junio y un mínimo de 2 mm en enero.

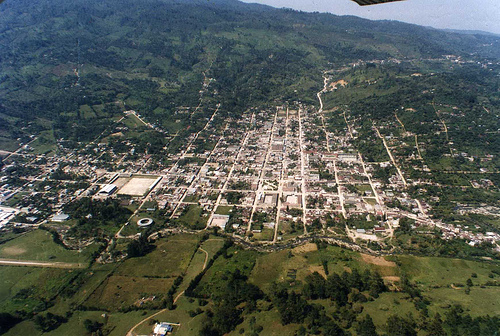
Vista aérea de Santa Cruz Barillas, el lugar más húmedo de Guatemala

En la zona de los Cuchumatanes, centro oeste del país, al norte de la Sierra Madre de Chiapas, se superan con facilidad los 2500 m y en algunos casos los 3000 m de altitud, y también se encuentran aquí los lugares más lluviosos del país. En Santa Cruz Barillas, al nordeste del departamento de Huehuetenango, norte de los Cuchumatanes, una localidad orientada a los vientos del Atlántico, que chocan con las montañas después de atravesar la planicie del Petén, caen entre 3600 y 4700 mm de precipitación anual dependiendo de la altitud, pues la orografía es muy importante. A 1400 m de altitud, donde se encuentra la localidad de Barillas, caen 4774 mm, entre los 130 mm de marzo, el mes más seco, y los 860 mm de julio, con temperaturas anuales muy regulares entre 12−25 °C. En el mismo municipio, a 283 m, caen 3617 mm anuales, entre los 68 mm de marzo y los 577 mm de julio, con temperaturas entre 18−27 °C. En la misma sierra, en Todos Santos Cuchumatán, a 2256 m de altitud, ya cerca del límite meridional de la cordillera, caen 1400 mm, claramente estacionales, entre los 25 mm de febrero y los 265 mm de junio. Las tormentas empiezan a finales de abril y la temporada húmeda termina en noviembre con periodos más largos y suaves de lluvia.
Más al este, Cobán, a 1300 m, en Alta Verapaz, tiene fama de ser uno de los lugares más húmedos, con lluvias a diario debido al relieve enfrentado igualmente a los vientos del Atlántico, pero solo caen 2273 mm, entre los 86 mm de febrero y los 300 mm de junio. Muy cerca, al otro lado de la sierra de las Minas, una importante reserva de la biosfera, con el bosque nuboso más grande de Centroamérica, cuya vertiente norte en el valle del río Polochic es húmeda, con zonas de más de 4000 mm, y cuya parte sur, en el valle del río Motagua, es muy seca, con zonas de menos de 500 mm, se encuentra el departamento de Zacapa, en cuya capital, Zacapa, caen solo 677 mm. En el valle del río Motagua, con clima de estepa desértica, sin lluvias solo noviembre y abril, se da una ecorregión denominada matorral espinoso del valle del Motagua, con cactus, acacias y matorrales espinosos en un área de 2330 km².
Por encima de 3000 m se producen heladas en invierno y por encima de 3500 m puede helar todo el año.
Los huracanes atlánticos pueden presentarse de junio a noviembre, preferentemente de agosto a octubre, pero también desde el Pacífico, afectando solo a la costa, aunque Honduras se ve más afectado en general.

## Recursos
- Recursos naturales: petróleo, níquel, maderas raras, pesca, chicle, energía hidráulica.

- Uso de la tierra:

- Tierra de cultivos: 12%.
- Cultivos permanentes: 5%.
- Pastizales permanentes: 24%.
- Bosques: 54%.
- Otros: 5% (est. 1993).

- Tierra irrigada: 1250 km² (est. 1993).

## Pasos fronterizos
Para franquear las fronteras los principales pasos fronterizos, todos abiertos las 24 horas y en los que no hay que pagar nada, son:
- pasos fronterizos con El Salvador:

- paso de La Hachadura (en Guatemala: Pedro de Alvarado (Litoral del Pacífico), departamento de Jutiapa, carretera CA2, A 126 km de la ciudad capital de Guatemala);
- paso de Las Chinamas (en Guatemala: Valle Nuevo, Departamento de Jutiapa, carretera CA 8W, departamento de Jutiapa);
- paso de San Cristóbal (en Guatemala: Aldea San Cristóbal de la Frontera, municipio de Atescatempa, departamento de Jutiapa, carretera Interamericana número CA-1, a 175 km de la ciudad capital de Guatemala);
- paso de Nueva Anguiatú (en Guatemala: departamento de Chiquimula, carretera CA12);

- pasos fronterizos con Honduras:

- paso de El Florido (en Guatemala: departamento de Chiquimula al lado de la aldea Caserío El Florido, tomando la carretera CA11);
- paso de Agua Caliente (en Guatemala: en el departamento de Chiquimula, por la carretera CA10);
- paso de Entre Ríos (en Guatemala se toma la carretera CA-13, Entre Ríos, en el departamento de Izabal).

## Ecología
La localización de Guatemala entre el mar Caribe y el océano Pacífico la sitúa en el rango de huracanes, incluyendo los Huracanes Mitch en 1998 y Stan octubre de 2005, que mataron a más de 1500 personas. Ambos causaron gran daño, principalmente en forma de inundaciones. El último terremoto mayor fue el 7 de noviembre de 2013 terremoto del 4 de febrero de 1976, que resultó en la muerte de más de 23 000 personas.
- Riesgos naturales: Numerosos volcanes entre las montañas, con terremotos violentos ocasionales; La costa caribeña está sujeta a huracanes y otras tormentas tropicales.

- Medio ambiente
  - Problemática actual:
    - Deforestación, erosión del suelo, contaminación del agua; daño del Huracán Mitch.

  - Tratados internacionales:
    - Miembro de: Tratado Antártico, Biodiversidad, Cambio del Clima, Protocolo de Kioto sobre el cambio climático, Desertificación, Especies en peligro de extinción, Modificación del Ambiente, Desechos peligrosos, Convención del Mar, Marine Dumping, CTBT, Protocolo de Montreal, MARPOL, Humedal
    - Firmado pero no ratificado: Protocolo de Protección Ambiental.

## Áreas protegidas
En Guatemala, según la IUCN, en 2018 se habían establecido 349 áreas protegidas que cubrían unos 22 039 km², el 31% del territorio, y unos 1065 km² de áreas marinas, el 0,9% de los 118 336 km² que pertenecen al país. De estas áreas, 20 son parques nacionales, 4 son monumentos culturales, 5 son áreas de uso múltiple, 6 son refugios naturales, 2 son reservas forestales municipales, 1 es un monumento natural, 2 son reservas protegidas en humedales, 30 son zonas protegidas permanentes, 185 son reservas naturales privadas, 1 es un parque municipal recreativo, 1 es un área regional recreativa y parque natural regional, 1 es una reserva forestal, 6 son biotopos protegidos, 1 es una reserva biológica y 69 son parques municipales regionales. Además, hay 3 reservas de la biosfera de la Unesco (Maya, Sierra de las Minas y Trifinio Fraternidad), 1 lugar patrimonio de la humanidad (parque nacional Tikal) y 7 humedales de importancia internacional que se incluyeron en la Lista de Ramsar. (Pero según el Inventario Nacional de Humedales, hay 252 sitios de humedales, entre lagos, lagunas, ríos, pantanos, etc.).
CONAP, el Consejo Nacional de Áreas protegidas, es la institución encargada de gestionar las áreas protegidas del país desde 1989. La Ley de Áreas Protegidas, LAP, le da jurisdicción sobre el Sistema Guatemalteco de Áreas Protegidas, SIGAP, integrado por el conjunto de zonas protegidas y las entidades que las administran. En la página de enlace se puede encontrar un listado de las áreas protegidas del país que en 2019 incluían 339 áreas protegidas en 6 categorías: parques nacionales; reservas biológicas; biotopos protegidos; monumentos culturales y naturales; refugios de vida silvestre, reservas hídricas y forestales o de usos múltiples; reservas forestales y parques recreativos municipales y regionales; reservas naturales privadas, y reservas de la biosfera.
El primer parque nacional establecido en el país lo fue en 1955, el parque nacional Tikal, en la antigua ciudad maya de Tikal, rodeada de selva (fue también el primer sitio mixto del Patrimonio Mundial de la UNESCO en el mundo); el parque más grande es el de Laguna del Tigre, con 289 912 ha, y el más pequeño el de Cuevas del Silvino, 8 ha.
En algunas zonas del norte de Guatemala se está implementando la plantación de palma africana de aceite como cultivo industrial en detrimento de especies protegidas como el rosul o cocobolo. Las plantaciones se extienden por Sayaxché, en Petén, y entre Raxruhá y Chisec, en Alta Verapaz.

## Biodiversidad
A pesar de ser un país pequeño en tamaño, Guatemala es excepcional en términos de diversidad biológica en comparación a otros países y regiones: según Parkswatch y la UICN,  se considera el quinto punto de acceso a la biodiversidad en el mundo. Con siete biomas, Guatemala se sitúa en el primer lugar de Centroamérica en cuanto a diversidad ecorregional (14 ecorregiones) y en segundo lugar en el número total de especies descritas superado únicamente por Costa Rica. En términos de especies endémicas Guatemala ocupa el primer lugar en relación con Centroamérica ya que más del 13% de las especies de mamíferos, reptiles, anfibios, aves y plantas son endémicas. Este rasgo es particularmente notorio para la flora, ya que más del 15% de las especies que existen en el país son consideradas endémicas.
El país cuenta con 14 regiones ecológicas que van desde el bosque de manglar (4 especies), tanto en litorales, bosques secos y matorrales en las tierras altas del este, subtropicales y tropicales selvas tropicales, humedales, bosques nublados en la región de Verapaz, bosques mixtos y bosques de pino en el tierras altas.
Más de un tercio del territorio guatemalteco (36.3% o alrededor de 39 380 km²) está cubierto de bosques. Alrededor de la mitad de los bosques (49.7% o aproximadamente 19 570 km²) se clasifican como bosque primario, que se considera el tipo de bosque con mayor biodiversidad. Guatemala tiene la mayor cantidad de especies arbóreas en la región, pues dentro del territorio se incluyen 17 coníferas (pinos, cipreses, incluido el endémico Abies guatemalensis), la mayor cantidad en cualquier región tropical del mundo. 
Guatemala alberga más de 9000 especies de plantas y animales vertebrados. Guatemala tiene unas 1246 especies conocidas de anfibios, aves, mamíferos y reptiles, según cifras del Centro Mundial de Monitoreo de la Conservación. De estas, el 6.7% son endémicos, lo que significa que no existen en ningún otro país, y el 8.1% son especies amenazadas. Tiene 192 especies de mamíferos nativos, 486 especies de aves (370 especies se reproducen en el país y la presencia adicional de 116 especies más, casi el 20% de la avifauna de especies migratorias). Según Villar, las especies de anfibios nativos se agrupan en nueve familias y 27 géneros, siendo la más numerosa la familia de los anuros (sapos y ranas) con 83 especies. El país tiene la diversidad de salamandras sin pulmones (familia Plethodonitiadae) más alta del mundo, con 41 especies, de las cuales 19 son endémicas. También alberga al menos 8681 especies de plantas vasculares, de las que el 13.5% son endémicas.
El continente americano ha sido considerado como el lugar de origen de una serie de importantes plantas cultivadas, muchas de ellas originarias de la región compartida entre México y Guatemala. El país es considerado como uno de los centros de origen por Nikolai I. Vavilov, quien mediante el análisis del origen y la fuente de variación genética de las plantas cultivadas, consideró a Guatemala como uno de los centros de diversidad genética más ricos del mundo. 
También la diversidad cultural (exclusivamente humana) debe considerarse como parte de la biodiversidad. Al igual que la diversidad genética o de especies, algunos atributos de las culturas. La diversidad cultural se manifiesta por la pluralidad del lenguaje, de las creencias religiosas, de las prácticas del manejo de la tierra, en el arte, en la música, en la estructura social, en la selección de los cultivos, en la dieta.
Estos grupos nativos poseen conocimientos importantes respecto a usos y propiedades de especies; diversidad de recursos genéticos y las técnicas de manejo.
Y con 25 grupos sociolingüísticos, la biodiversidad de Guatemala va más allá de la flora y fauna; sus paisajes y sus raíces culturales y tradiciones son un gran atractivo para el turismo.

## Geología

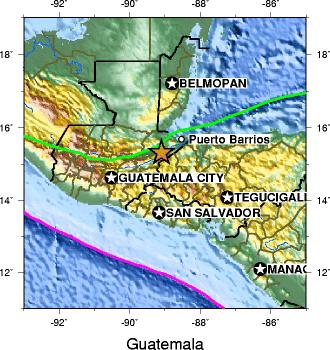
Falla de Motagua sobre Guatemala

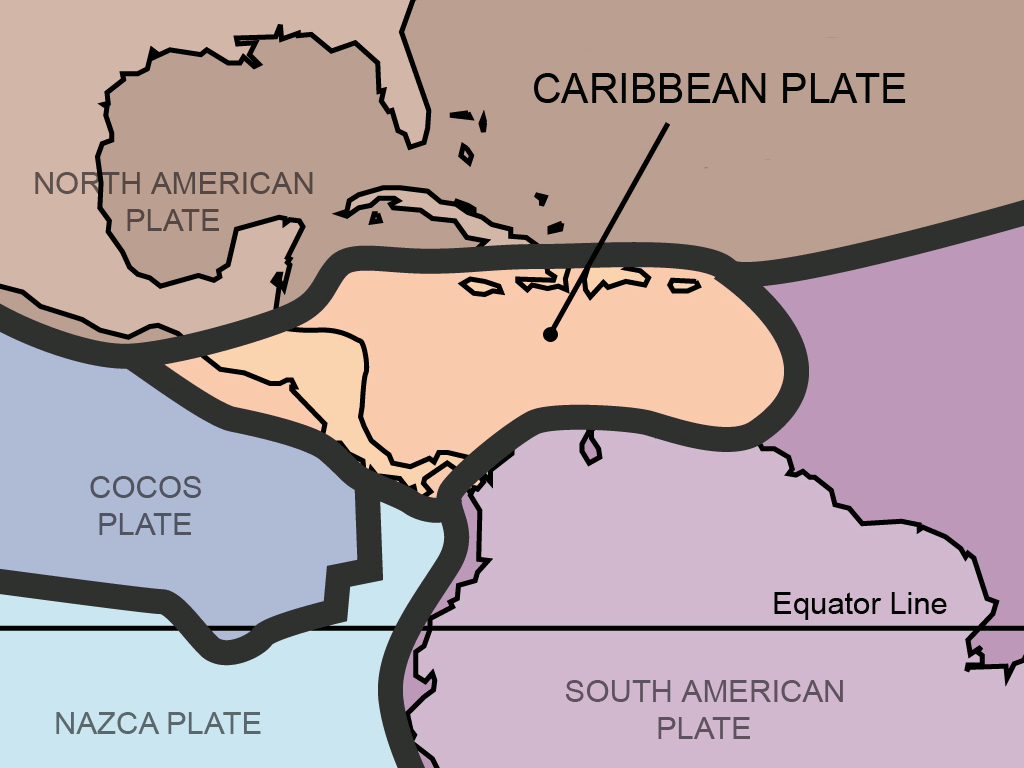
Guatemala se encuentra en medio de la placa norteamericana, placa de Cocos y placa del Caribe.

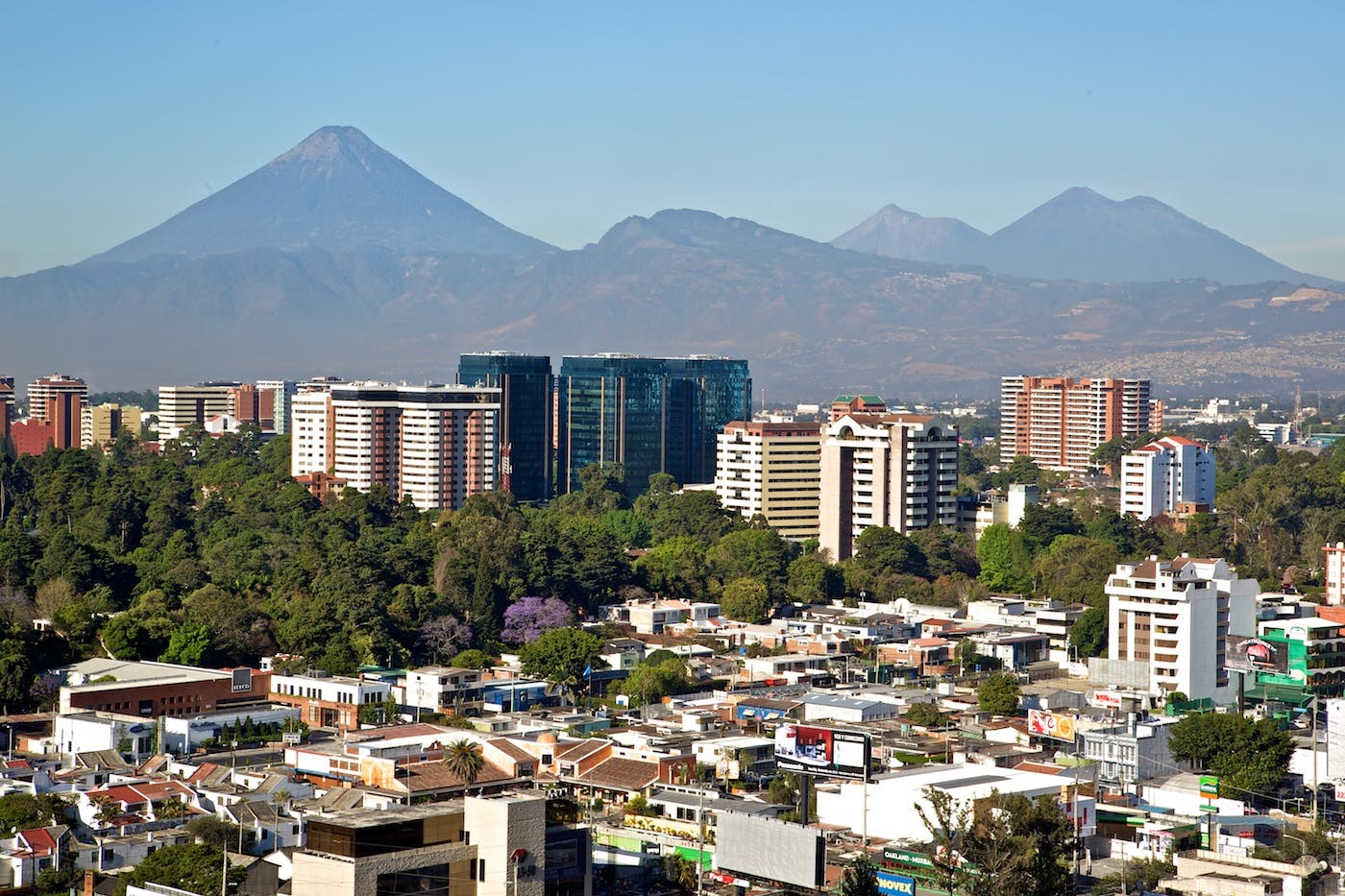
Volcán de Agua visto desde la Ciudad de Guatemala

Guatemala se localiza sobre una porción terrestre geológicamente muy activa, siendo muestra de ello su actual actividad volcánica. Lo que hoy es Sudamérica estaba unida a África hace aproximadamente 160 millones de años. Al final del período Jurásico, hace aproximadamente 130 millones de años, se mostraba el desplazamiento de una parte del antiguo continente hacia el Este, iniciándose así la separación de lo que hoy es Sudamérica. Asimismo, fueron surgiendo pequeñas islas, las denominadas proto-Antillas, que con el tiempo se desplazaron al noreste, formando las Antillas. Hace 100 millones de años, África estaba completamente separada de Sudamérica.
Al final del período Cretácico, hace aproximadamente 80 millones de años, algunas áreas terrestres de Centroamérica septentrional empezaron a emerger, básicamente por actividad volcánica y por el choque de las placas tectónicas, constituyendo el núcleo de Centroamérica, que incluye los altiplanos de Chiapas, el centro y parte montañosa del sur de Guatemala, Honduras, El Salvador y el norte de Nicaragua. De acuerdo a Dengo (1969), el relieve del norte de Centroamérica se incrementó por emanaciones de material volcánico de las fisuras entre las placas tectónicas. Lentamente, en términos de millones de años, Centroamérica fue emergiendo. Hace unos 60 millones de años Norteamérica, incluyendo Centroamérica septentrional, se encontraba separada de Sudamérica por un área marina, que ha sido denominada por algunos geólogos como el canal centroamericano.
En lo relacionado con la estructura e historia geológica, Centroamérica septentrional es parte del subcontinente norteamericano. Más tarde fue surgiendo el arco que forma el sur de Nicaragua y de Costa Rica, también por actividad volcánica. El sur actual de Centroamérica (sur de Nicaragua, Costa Rica y Panamá) se originó a partir de un promontorio submarino en el que se fueron formando una serie de islas volcánicas muy similares a las islas menores, como consecuencia del empuje de la corteza del Caribe hacia el Pacífico. El archipiélago centroamericano siguió emergiendo para formar el resto de Centroamérica, lo cual ocurrió totalmente hace aproximadamente 2 millones de años, cuando finalmente se unieron Centro y Sudamérica al «emerger» una pequeña área que estaba sumergida, y hoy es Panamá. La aparición del archipiélago mesoamericano y luego la conformación de la masa centroamericana permitió la migración de vegetales y animales del norte al sur y del sur al norte. Ello explica el por qué Centroamérica tiene una flora y fauna muy diversas, que proviene tanto del sur como del norte. 
En general, el relieve centroamericano se fue incrementando en el curso de varios millones de años por emanaciones de material volcánico desde las fisuras entre las placas tectónicas. Ello explica el origen volcánico de la mayoría de los suelos de la plataforma central de Centroamérica y de Guatemala, y el poco desarrollo de los suelos de las partes planas del occidente Atlántico, tal como las regiones del Petén, Belice y Yucatán; es decir, los suelos de la plataforma central tienen varias decenas de millones de años de formación, en los que han actuado la flora y el tiempo. Los suelos del departamento de Petén, muchos de ellos kársticos, tienen pocos millones de años de desarrollo y ello explica por qué son poco profundos; las rocas de la parte sur del Petén son predominantemente piedras calizas marinas del Mioceno, de hace aproximadamente 10 millones de años.
La mayor parte del Caribe y de Centroamérica descansa sobre la placa del Caribe, localizada entre las placas tectónicas norteamericana, sudamericana y de Cocos. El territorio de Guatemala está situado sobre tres de esas placas o partes de ellas:
- el bloque Maya en el borde meridional de la placa norteamericana, una placa continental;
- el bloque Chortís del difuso borde norte de la placa del Caribe, también continental;
- y la parte norte de la placa de Cocos, una placa oceánica.

La placa de Cocos colisiona con la placa norteamericana, desplazándose por debajo de ella, el fenómeno denominado subducción, formando la profunda fosa mesoamericana que ha dado lugar a la cadena de volcanes de la costa occidental del Pacífico. Por su parte, la placa del Caribe, que ocupa la mayor parte del país y es relativamente estática, choca por el norte con la placa norteamericana, pero en este caso el fenómeno es de rozamiento, dando lugar a una falla transcurrente o deformante —que ha originado dos fallas importantes: la falla de Chixoy-Polochic, orientada E-W, que se desplaza unos 2 cm anuales, asociada a la cual hay otros plegamientos muy fracturados y fallas secundarias; y la falla de Motagua, al este de la anterior, que sigue el curso del río Motagua desde el mar Caribe hasta Chichicastenango— que atraviesan Guatemala formando un corredor de oeste a este al norte de la cadena volcánica formando cadenas montañosas en el área de la sierra de las Minas.
La base del núcleo centroamericano es metamórfico e ígneo, probablemente de la era precámbrica, que forma el sustrato de las montañas del sur de México y centro de Guatemala. Al norte está cubierto de rocas carbonatadas y detríticas del Paleozoico superior. Al sur, está cubierto por rocas sedimentarias del Mesozoico y detríticas del Triásico, Jurásico y Cretácico. Hacia la costa aparecen las coladas basálticas de la cadena volcánica. En lugares como Todos Santos Cuchumatán se aprecia a ambos lados del valle el vivo contraste entre la roca carbonatada al este y la roca volcánica al oeste.
Guatemala se divide en cuatro regiones geomorfológicas: la planicie costera del Pacífico o zona de subducción, la cadena volcánica paralela, el sistema de montañas del centro de Guatemala o zona de falla Motagua-Polochic y la cuenca sedimentaria del Petén, al norte del país.